# Elph
Elph es un género extinto de terápsidos dicinodontos del Pérmico Superior de Rusia. Se hallaron cuatro ejemplares en la Fauna de Sokolki en la Rusia europea, representando a una fauna que data del Pérmico Superior. Elph era un pequeño herbívoro que vivió junto a carnívoros como los Akidnognathidae e Inostrancevia, así como herbívoros más grandes, como Dicynodon y los Pareiasauridae.  La especie tipo E. borealis fue nombrada en 1999. Elph cuenta con un hocico corto, colmillos cortos, y está estrechamente relacionado con Interpresosaurus y Katumbia.